# Leptoconops mohavensis
Leptoconops mohavensis är en tvåvingeart som beskrevs av Wirth och Atchley 1973. Leptoconops mohavensis ingår i släktet Leptoconops och familjen svidknott.
Artens utbredningsområde är Kalifornien. Inga underarter finns listade i Catalogue of Life.